# Renieblas
Renieblas – gmina w Hiszpanii, w prowincji Soria, w Kastylii i León, o powierzchni 36,23 km². W 2011 roku gmina liczyła 98 mieszkańców.